# Racing Point RP20
Der Racing Point RP20 ist der Formel-1-Rennwagen von Racing Point für die Formel-1-Weltmeisterschaft 2020. Er ist der zweite Formel-1-Wagen des Teams. Die Lackierung des Wagens wurde am 17. Februar 2020 in Mondsee auf dem Vorgängermodell präsentiert, das eigentliche Fahrzeug trat zum Auftakt der Vorsaisontests auf dem Circuit de Barcelona-Catalunya am 19. Februar 2020 erstmals in Erscheinung.

## Technik und Entwicklung
Wie alle Formel-1-Fahrzeuge des Jahres 2020 ist der Racing Point RP20 ein hinterradangetriebener Monoposto mit einem Monocoque aus kohlenstofffaserverstärktem Kunststoff (CFK). Außer dem Monocoque bestehen auch viele weitere Teile des Fahrzeugs, darunter die Karosserieteile und das Lenkrad aus CFK. Auch die Bremsscheiben sind aus einem mit Kohlenstofffasern verstärkten Verbundwerkstoff.
Der RP20 ist das Nachfolgemodell des RP19. Da das technische Reglement zur Saison 2020 weitgehend stabil blieb, ist das Fahrzeug größtenteils eine Weiterentwicklung.
Angetrieben wird der RP20 von einem 1,6-Liter-V6-Motor von Mercedes in der Fahrzeugmitte mit Turbolader sowie einem 120 kW starken Elektromotor, es ist also ein Hybridelektrokraftfahrzeug. Das sequentielle Getriebe des Wagens stammt von Mercedes und hat acht Gänge. Die Gangwechsel werden mit Schaltwippen am Lenkrad ausgelöst. Das Fahrzeug hat nur zwei Pedale, ein Gaspedal (rechts) und ein Bremspedal (links). Genau wie viele andere Funktionen wird die Kupplung, die nur beim Anfahren aus dem Stand verwendet wird, über einen Hebel am Lenkrad bedient.
Das Fahrzeug ist 2000 mm breit, die Breite zwischen Vorder- und Hinterachse beträgt 1600 mm, die Höhe 950 mm. Der Frontflügel hat eine Breite von 2000 mm, der Heckflügel von 1050 mm sowie eine Höhe von 820 mm. Der Diffusor ist 175 mm hoch sowie 1050 mm breit. Der Wagen ist mit 305 mm breiten Vorderreifen und mit 405 mm breiten Hinterreifen des Einheitslieferanten Pirelli ausgestattet, die auf 13-Zoll-Rädern montiert sind.
Der RP20 hat, wie alle Formel-1-Fahrzeuge seit 2011, ein Drag Reduction System (DRS), das durch Flachstellen eines Teils des Heckflügels den Luftwiderstand des Fahrzeugs auf den Geraden verringert, wenn es eingesetzt werden darf. Auch das DRS wird mit einem Schalter am Lenkrad des Wagens aktiviert.
Der RP20 ist mit dem Halo-System ausgestattet, das einen zusätzlichen Schutz für den Kopf des Fahrers bietet.
Aufgrund eines Protestes von Renault beim Großen Preis der Steiermark gegen Racing Point untersuchte die FIA die Bremsbelüftungen des Fahrzeugs. Die Rennkommissare sahen bei der Entwicklung der hinteren Bremsbelüftungen, für die legal erworbene Teile und Konstruktionszeichnungen von Mercedes verwendet wurden, einen Verstoß gegen einen Anhang des Sportlichen Reglements. Sie sprachen pro eingesetztem Fahrzeug beim Großen Preis der Steiermark eine Geldstrafe von 200.000 Euro sowie einen Punktabzug in der Konstrukteurswertung in Höhe von 7,5 Punkten aus. Ein Verstoß gegen das Technische Reglement lag nicht vor, das Fahrzeug darf also im weiteren Saisonverlauf unverändert eingesetzt werden. Nachdem zunächst Ferrari, Renault und Racing Point selbst gegen das Urteil Berufung einlegten, zogen alle drei diese nach und nach zurück. Damit wurde das Urteil rechtskräftig und es gab keine weiteren Punktabzüge oder Disqualifikationen in dieser Sache.

## Lackierung und Sponsoring
Der RP20 ist überwiegend in Rosa lackiert, zusätzlich gibt es Farbakzente in Magenta.
Es werben Acronis, BWT AG, Bombardier, die Grupo Carso (mit Claro, einem Markennamen in mehreren Staaten Lateinamerikas für Mobilfunknetze von América Móvil, dem zu Telmex gehörenden Internetprovider Infinitum und Telcel), Hackett London, Joseph Cyril Bamford (JCB), NEC Corporation, Pirelli und Ravenol auf dem Fahrzeug. BWT übernimmt zudem das Name-Sponsoring für den Mercedes-Motor, der in den Meldelisten als BWT Mercedes angegeben wird.

## Fahrer
Racing Point trat in der Saison 2020 wieder mit den Fahrern Sergio Pérez und Lance Stroll an.
Im Vorfeld des Großen Preises von Großbritannien wurde Pérez positiv auf das Virus SARS-CoV-2 getestet und durfte daher nicht am Grand Prix teilnehmen. Als Ersatz verpflichtete das Team Nico Hülkenberg, der zuletzt für Renault gefahren war. Hülkenberg ersetzte Pérez nochmals beim folgenden Großen Preis des 70-jährigen Jubiläums, bevor der Mexikaner ab Spanien zurückkehrte. Beim Großen Preis der Eifel wurde Lance Stroll von Nico Hülkenberg ersetzt. Der Kanadier musste wegen einer Magenverstimmung pausieren, die sich als Symptom seiner später publik gewordenen Covid-19-Infektion herausstellte.

## Ergebnisse
| Fahrer                          | Nr.                             | 1   | 2 | 3 | 4   | 5   | 6 | 7  | 8  | 9   | 10  | 11  | 12  | 13 | 14 | 15  | 16 | 17  | Punkte  | Rang |
| ------------------------------- | ------------------------------- | --- | - | - | --- | --- | - | -- | -- | --- | --- | --- | --- | -- | -- | --- | -- | --- | ------- | ---- |
| Formel-1-Weltmeisterschaft 2020 | Formel-1-Weltmeisterschaft 2020 |     |   |   |     |     |   |    |    |     |     |     |     |    |    |     |    |     | 210 195 | 4.   |
| S. Pérez                        | 11                              | 6   | 6 | 7 | INJ | INJ | 5 | 10 | 10 | 5   | 4   | 4   | 7   | 6  | 2  | 18* | 1  | DNF | 210 195 | 4.   |
| L. Stroll                       | 18                              | DNF | 7 | 4 | 9   | 6   | 4 | 9  | 3  | DNF | DNF | INJ | DNF | 13 | 9  | DNF | 3  | 10  | 210 195 | 4.   |
| N. Hülkenberg                   | 27                              |     |   |   | DNS | 7   |   |    |    |     |     | 8   |     |    |    |     |    |     | 210 195 | 4.   |

| Legende  | Legende            | Legende                                                          |
| Farbe    | Abkürzung          | Bedeutung                                                        |
| -------- | ------------------ | ---------------------------------------------------------------- |
| Gold     | –                  | Sieg                                                             |
| Silber   | –                  | 2. Platz                                                         |
| Bronze   | –                  | 3. Platz                                                         |
| Grün     | –                  | Platzierung in den Punkten                                       |
| Blau     | –                  | Klassifiziert außerhalb der Punkteränge                          |
| Violett  | DNF                | Rennen nicht beendet (did not finish)                            |
| Violett  | NC                 | nicht klassifiziert (not classified)                             |
| Rot      | DNQ                | nicht qualifiziert (did not qualify)                             |
| Rot      | DNPQ               | in Vorqualifikation gescheitert (did not pre-qualify)            |
| Schwarz  | DSQ                | disqualifiziert (disqualified)                                   |
| Weiß     | DNS                | nicht am Start (did not start)                                   |
| Weiß     | WD                 | zurückgezogen (withdrawn)                                        |
| Hellblau | PO                 | nur am Training teilgenommen (practiced only)                    |
| Hellblau | TD                 | Freitags-Testfahrer (test driver)                                |
| ohne     | DNP                | nicht am Training teilgenommen (did not practice)                |
| ohne     | INJ                | verletzt oder krank (injured)                                    |
| ohne     | EX                 | ausgeschlossen (excluded)                                        |
| ohne     | DNA                | nicht erschienen (did not arrive)                                |
| ohne     | C                  | Rennen abgesagt (cancelled)                                      |
| ohne     | keine WM-Teilnahme |                                                                  |
| sonstige | P/fett             | Pole-Position                                                    |
| sonstige | 1/2/3/4/5/6/7/8    | Punktplatzierung im Sprint-/Qualifikationsrennen                 |
| sonstige | SR/kursiv          | Schnellste Rennrunde                                             |
| sonstige | *                  | nicht im Ziel, aufgrund der zurückgelegten Distanz aber gewertet |
| sonstige | ()                 | Streichresultate                                                 |
| sonstige | unterstrichen      | Führender in der Gesamtwertung                                   |

Anmerkungen
1. ↑  Aufgrund eines Verstoßes gegen einen Anhang des Sportlichen Reglements wurden Racing Point insgesamt 15 Punkte in der Konstrukteurswertung abgezogen.